# Slovenská liga
Slovenská liga byla pravidelná soutěž v ledním hokeji hraná na Slovensku v letech 1938–1944.

## Sezóna 1938/39
Mistrovství Slovenska bylo sehráno v Banské Bystrici za účasti 8 mužstev. Mistrem se stalo mužstvo VŠ Bratislava.
Finálový zápas: VŠ Bratislava – ŠK Banská Bystrica 1:0

## Sezóna 1939/40
Vítězové čtyř župních skupin postoupili do finálového turnaje, který se hrál v Prešově. Místo vítěze župy ŠK Žilina se mistrovství zúčastnil Dolnokubínský ŠK, dalšími účastníky byli VŠ Bratislava, Slávia Prešov a ŠK Banská Bystrica. Zvítězilo mužstvo VŠ Bratislava.
Sestava mistra: Dibarbora – Seneš, Osvaldík, Chmel, Štolc, Javúrek, Suchý, Brežný, Dohányi.

## Sezóna 1940/41
Vítězové čtyř župních skupin postoupili do finálového turnaje, který se hrál v Bratislavě. Mistrovství Slovenska se zúčastnila mužstva ŠK Bratislava, ŠK Žilina, ŠK Banská Bystrica a Slávia Prešov. Zvítězilo mužstvo ŠK Bratislava.

## Sezóna 1941/42
Hráno poprvé jako Slovenská liga. 10 účastníků spolu hrálo dvoukolově každý s každým, účastníci na prvním a druhém místě ve skupinách postoupili do finále, které se hrálo jednokolově každý s každým. Zvítězilo mužstvo ŠK Bratislava.
| Poř. | Tým           | Z | V | R | P | VG | OG | B |
| ---- | ------------- | - | - | - | - | -- | -- | - |
| 1.   | ŠK Bratislava | 3 | 2 | 1 | 0 | 10 | 6  | 5 |
| 2.   | HC Tatry      | 3 | 2 | 0 | 1 | 11 | 6  | 4 |
| 3.   | VŠ Bratislava | 3 | 1 | 0 | 2 | 6  | 10 | 2 |
| 4.   | Slávia Prešov | 3 | 0 | 1 | 2 | 4  | 9  | 1 |

## Sezóna 1942/43
10 účastníků spolu hrálo dvoukolově každý s každým, účastníci na prvním a druhém místě ve skupinách postoupili do finále, které se hrálo jednokolově každý s každým. Zvítězilo mužstvo OAP Bratislava (armádní klub).
| Poř. | Tým                | Z | V | R | P | VG | OG | B |
| ---- | ------------------ | - | - | - | - | -- | -- | - |
| 1.   | OAP Bratislava     | 3 | 3 | 0 | 0 | 15 | 6  | 6 |
| 2.   | ŠK Bratislava      | 3 | 2 | 0 | 1 | 11 | 4  | 4 |
| 3.   | HC Tatry           | 3 | 1 | 0 | 2 | 12 | 10 | 2 |
| 4.   | ŠK Banská Bystrica | 3 | 0 | 0 | 3 | 6  | 24 | 0 |

## Sezóna 1943/44
10 účastníků spolu hrálo dvoukolově každý s každým, účastníci na prvním a druhém místě ve skupinách postoupili do finále, které se hrálo jednokolově každý s každým. Zvítězilo mužstvo OAP Bratislava, přestože prohrálo s HC Tatry 1:3.
| Poř. | Tým                | Z | V | R | P | VG | OG | B |
| ---- | ------------------ | - | - | - | - | -- | -- | - |
| 1.   | OAP Bratislava     | 3 | 2 | 0 | 1 | 14 | 7  | 4 |
| 2.   | ŠK Bratislava      | 3 | 2 | 0 | 1 | 5  | 6  | 4 |
| 3.   | HC Tatry           | 3 | 1 | 0 | 2 | 5  | 6  | 2 |
| 4.   | ŠK Banská Bystrica | 3 | 1 | 0 | 2 | 6  | 11 | 2 |